# Analogmultimeter

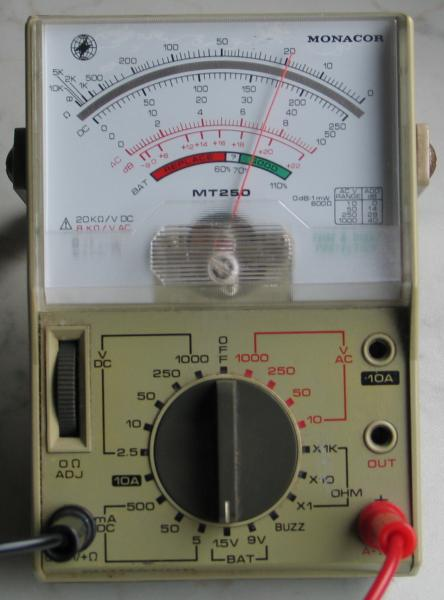
Ein einfaches Analogmultimeter

Ein Analogmultimeter, auch Analog-Vielfach-Messgerät, ist ein Multimeter mit einem Zeigermessgerät. Multimeter dienen zum Messen verschiedener elektrischer Messgrößen wie elektrische Stromstärke, elektrische Spannung und ohmscher Widerstand. Weitere Messgrößen sind teilweise die elektrische Kapazität oder die Induktivität eines Bauteils. Viele Multimeter bieten außerdem eine Funktion zum Testen von Transistoren oder Dioden. Mit Hilfe eines externen Sensors können manche Geräte die Temperatur messen. Pro Messgröße gibt es üblicherweise mehrere Messbereiche. Analogmultimeter können häufig passiv messen, während Digitalmultimeter immer eine Energieversorgung (z. B. Batterie) benötigen.

## Funktionsweise
Zur Anzeige des Messwertes dient ein Drehspulmesswerk oder (eher historisch) ein Dreheisenmesswerk. Von ihrer Physik her sind diese Geräte Strommessgeräte, da sie mit ihren magnetischen Messwerken nur Strom anzeigen können. Dieser Artikel behandelt Multimeter mit Drehspulmesswerk. Dieses erfasst den Gleichwert eines Stromes. Damit braucht vom Spulenwiderstand auch nur der Gleichstrom- oder ohmsche Anteil beachtet zu werden (anders als beim Dreheisenmesswerk). Für Stromstärken, die größer sind als die Spule vertragen kann, verwendet man unterschiedliche Strommessbereiche mit aus Messwiderständen gebildeten Stromteilern.

Schaltung im Analogmultimeter für Gleichstrom und -spannung, vereinfacht auf wenige Messbereiche

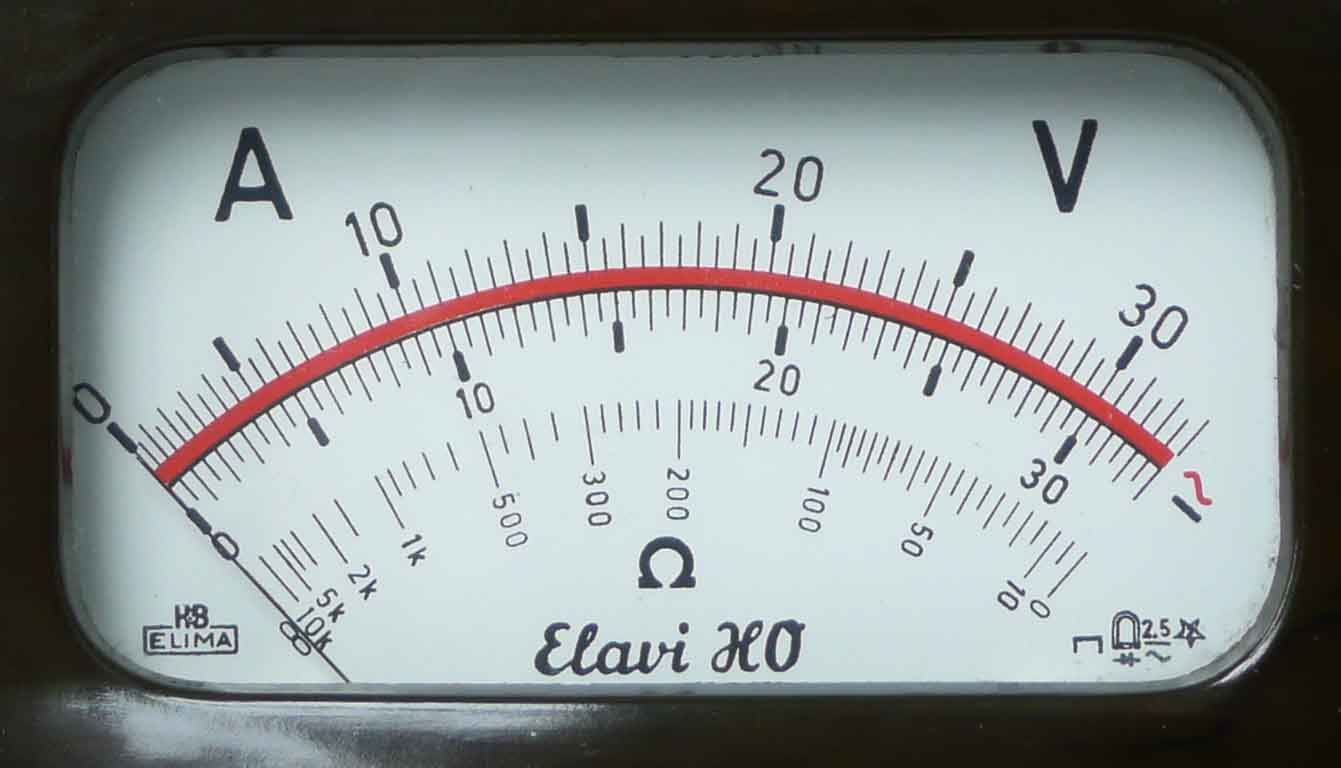
Skalen eines Multimeters für
- Wechselgrößen (rot markiert),
- Gleichgrößen (linear geteilt),
- Widerstand (von ∞ fallend bis 0)

Zum Einsatz als Spannungsmessgerät wird Strom gemessen, der durch den Innenwiderstand des Gerätes fließt. Für die unterschiedlichen Spannungsmessbereiche werden entsprechend Spannungsteiler gebildet. Das Schaltbild zeigt die innere Schaltung eines Analogmultimeters, das ohne Messelektronik auskommt, vereinfacht auf wenige Messbereiche.

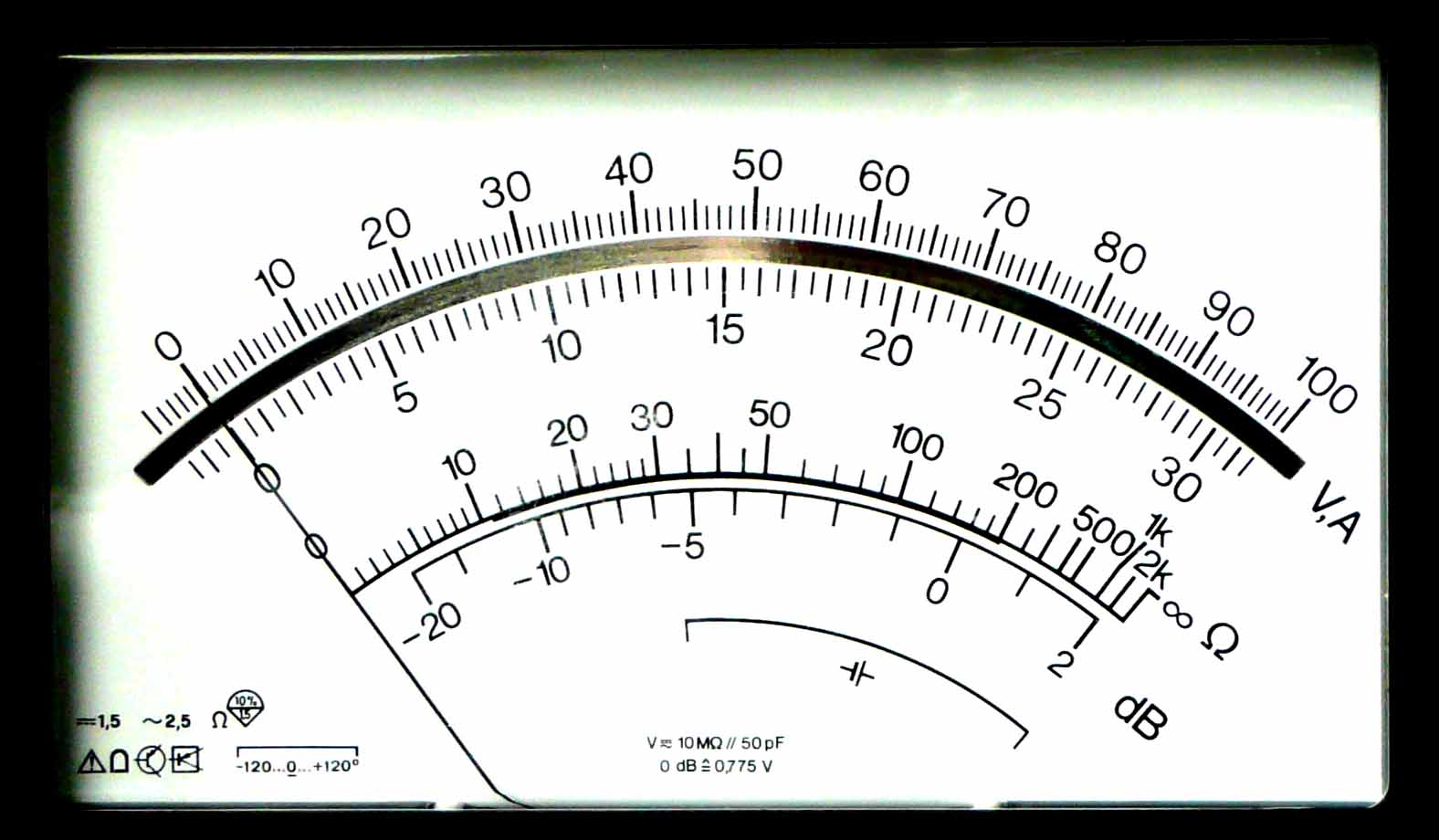
Zwei Skalen gemeinsam für Gleich- und Wechsel-Spannung und -Strom,
darunter für Widerstand und Pegel

Die Messung von Wechselstrom und Wechselspannung mittels eines Drehspulmesswerks ist möglich bei Verwendung eines Messgleichrichters, vorzugsweise einer Germaniumdiode. Bei passiven Messgeräten sind die Skalen für Gleich- und Wechselstrom wegen der nichtlinearen Kennlinie des Gleichrichters unterschiedlich. Elektronisch unterstützte Analogmultimeter sind häufig mit einem Präzisionsgleichrichter versehen. Bei diesem hat die Nichtlinearität einer Diode auf die Anzeige keinen Einfluss; gemeinsame Skalen für Gleich- und Wechselgrößen sind möglich. Selbst Spannungen, die kleiner sind als die Dioden-Durchlassspannung, sind mit linear geteilter Skale messbar. Diese Multimeter bilden den Gleichrichtwert; sie werden aber so eingestellt, dass sie für sinusförmige Eingangsgröße den Effektivwert anzeigen. (Zur bei anderer Kurvenform möglichen erheblichen Messabweichung siehe unter Gleichrichtwert.)
Zunehmend werden Multimeter angeboten mit einer den Effektivwert bildenden Schaltung. Bei einer Mischgröße ist zu unterscheiden, ob der Effektivwert der gesamten Eingangsgröße oder der ihres Wechselanteils gemessen wird. Eventuell bieten diese Geräte eine Umschaltmöglichkeit an.
Auch zur Verwendung als Widerstandsmessgerät wird ein Strom gebildet, wozu stets eine eingebaute Batterie erforderlich ist. Der Anzeigebereich des Drehspulmesswerkes null … maximal deckt den Widerstandsbereich ∞ … 0 ab. Damit ist nur ein einziger Messbereich erforderlich. Da an den Rändern der Skale die Ablesung nur sehr unsicher möglich ist, wird häufig dennoch eine Messbereichsumschaltung eingebaut; dadurch werden unterschiedliche Anzeigebereiche in den mittleren Bereich der Skale geholt.
Bei dieser Messung ist zu bedenken, dass ein Strom durch das Messobjekt fließt. Dieses muss das Verhalten eines ohmschen Widerstands aufweisen. Auch darf es keine Spannungs- oder Stromquellen enthalten.
Wegen der Speisung aus einer nicht stabilisierten Spannungsquelle (Batterie mit alterungsbedingt absinkender Spannung) ist vor der Widerstandsmessung das Gerät zu justieren. Dasselbe gilt nach Messbereichs-Umschaltung. Dazu wird ein Kurzschluss zwischen den Messklemmen hergestellt, und ein von außen zugängliches Potentiometer wird so eingestellt, dass {\displaystyle R=0} angezeigt wird.

## Messbereiche, Kennzeichen des Eigenverbrauchs
Richtwerte für realisierte Messbereiche (Messbereichsendwerte) sind
- Strommessgeräte: 10 μA … 10 A,
- Spannungsmessgeräte: 100 mV … 1000 V.

Ist ein Messverstärker eingebaut, dann kann bis in den μV-Bereich und bis in den pA-Bereich gemessen werden, insbesondere bei Verwendung einer FET-Eingangsstufe.

Der Frequenzbereich bei der Messung von Wechselgrößen umfasst etwa
- 10 Hz … 10 kHz ( … 10 MHz).

Bei der Abstufung der Messbereiche hat es sich bei hochwertigen Geräten bewährt, zwei Bereiche pro Zehnerpotenz vorzusehen, z. B. mit einer Abstufung 1:3:10. Auf diese Weise kann man vermeiden, im unteren Drittel des Messbereichs zu messen, weil mit kleinem Ausschlag die relativen Fehlergrenzen stark anwachsen. Auch Stufungen wie 1:5:20:100 mit drei Messbereichen über zwei Zehnerpotenzen sind wiederholt zu finden.
Bei einem verstärkerlosen Multimeter ist davon auszugehen, dass es in jedem Messbereich einen anderen Innenwiderstand {\displaystyle R_{i}} besitzt. Die Angaben erfordern eine längere Tabelle. Eine pauschale Angabe, die näherungsweise für alle Strommessbereiche gilt, ist der Spannungsabfall bei Messbereichsendwert {\displaystyle U_{I{\text{(MB) }}}}.
- Richtwert 100 … 1000 mV (bei kleinen Messbereichen eher weniger).
- Je nach Konstruktion ist für Gleichstrom auch 10 mV möglich.

Für die Spannungsmessbereiche ist die entsprechende Kenngröße die Stromaufnahme bei Messbereichsendwert {\displaystyle I_{U{\text{(MB) }}}}. Eher angegeben wird aber ihr Kehrwert als spannungsbezogener Widerstand {\displaystyle \varrho }:
{\displaystyle \varrho ={\frac {1}{I_{U{\text{(MB)}}}}}={\frac {{\text{Innenwiderstand}}\ R_{i}}{\text{Spannungsmessbereich}}}}.
- Richtwert 1 … 20 kΩ/V (für alle Messbereiche gleich, aber begrenzt auf {\displaystyle R_{i}} = 10 MΩ),
- bei Geräten mit Messverstärker 100 kΩ/V oder

{\displaystyle R_{i}} = 1 … 10 MΩ in allen Bereichen.
Der Eigenverbrauch ist häufig die Ursache für eine Rückwirkungsabweichung, durch die systematisch zu wenig gemessen wird.

## Bedienung

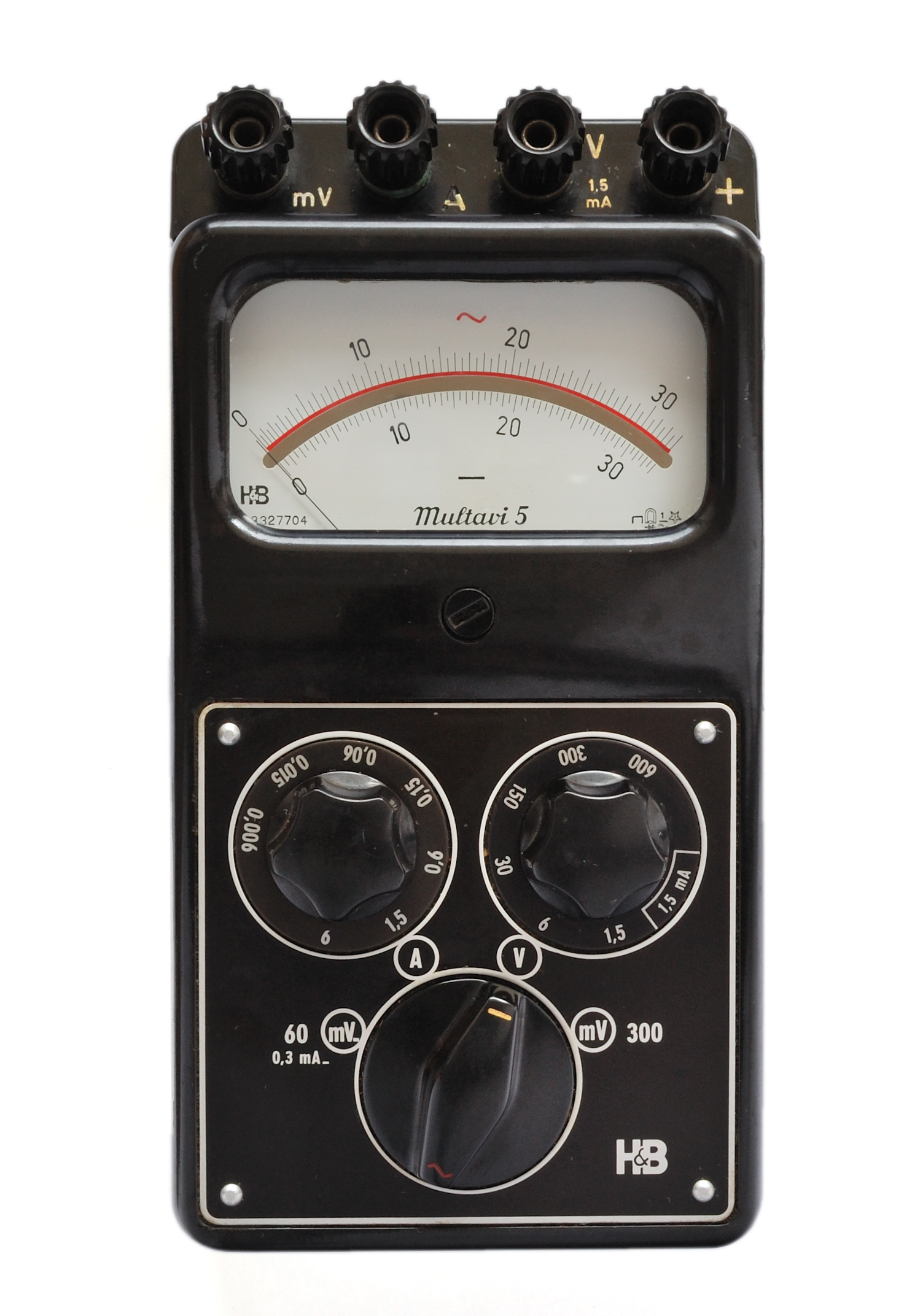
Analogmultimeter weisen oft sehr unterschiedliche Bedienkonzepte auf

Bei nicht bekannter Art der Messgröße schaltet man auf „Wechsel-Spannung“. Bei nicht näherungsweise bekanntem Wert der Messgröße schaltet man auf den größten Messbereich. Als Nächstes schließt man die Messleitungen an die Messgeräte-Buchsen an, die mit der gewünschten Messgröße bezeichnet sind, zuletzt an das Messobjekt. Davon ausgehend schaltet man den Messbereich herunter bis zur Stufe vor Messbereichsüberschreitung. Auf die Vermeidung folgender Bedienfehler sollte man besonders achten:
1. Keinesfalls darf eine Wechselgröße im Gleichgrößenbereich angeschlossen werden; die Anzeige ist immer null. Eine möglicherweise auftretende Überlastung kann man nicht sehen, sondern nur riechen.
2. Für den Fall, dass eine Spannungsquelle mit niedrigem Innenwiderstand an einen Strommessbereich angeschlossen wird, sind manche Multimeter durch eine Sicherung geschützt. Man soll nicht darauf vertrauen, dass sie in jedem Messgerät vorhanden ist.
3. Wenn sich zwei Messbereiche beispielsweise im Verhältnis 10:1 unterscheiden, darf nicht weiter heruntergeschaltet werden, wenn mehr als 1/10 vom Messbereichsendwert angezeigt wird. Die Überlastbarkeit des Messwerks ist nicht groß.

Die Messgröße kann auf der Skale abgelesen werden. Um den Parallaxefehler durch schrägen Blick auf den Zeiger zu vermeiden, enthält das Gerät oft eine Spiegelskale, wie sie auf mehreren der gezeigten Messgeräte- oder Skalenfotos zu sehen ist. Man soll aus derjenigen Richtung auf die Skale blicken, aus der der Zeiger mit seinem Spiegelbild zur Deckung kommt. Entsprechend beim Messerzeiger soll man so auf die Skale blicken, dass der Zeiger möglichst schmal erscheint.

## Anwendung
Analogmultimeter waren lange Zeit die einzige einfache Möglichkeit, elektrische Größen mit akzeptablen Fehlergrenzen zu bestimmen. Diese werden durch ein Klassenzeichen beschrieben. Seit der Einführung von Digitalmultimetern sind die Analogmessgeräte jedoch in Randbereiche verdrängt worden. Digitalmultimeter haben im Allgemeinen kleinere Fehlergrenzen und werden ohne Messabweichung infolge Schätzunsicherheit abgelesen. Wie weit diese Vorteile allerdings ausgenutzt werden können, ist zumindest fraglich, weil allzu leicht vergessen wird, die auch hier vorhandenen Fehlergrenzen sowie den Eigenverbrauch der Eingangsschaltung und die durch äußere Umstände vorhandenen Fehlerquellen zu beachten.
Der Vorteil der Analogmultimeter liegt in
- der schnellen visuellen Erfassung des Messwertes,
- der leichten Erkennbarkeit von Tendenzen (Wandern des Zeigers) (bei Zeitkonstanten oberhalb 10 s),
- der gemittelten Anzeige bei raschen Schwankungen der Messgröße (bei Frequenzen oberhalb 10 Hz),
- der Unabhängigkeit von Batterien (außer bei Widerstandsmessung, oder wenn eine Messelektronik eingebaut ist), daher im Laborbetrieb als permanente Anzeige nutzbar.

Zum Vergleich der analogen Messmethode mit der digitalen siehe auch Digitale Messtechnik.

## Messabweichungen
Siehe hierzu Genauigkeitsklasse, Messgeräteabweichung, Rückwirkungsabweichung